# Oodera albopilosa
Oodera albopilosa is een vliesvleugelig insect uit de familie Pteromalidae. De wetenschappelijke naam is voor het eerst geldig gepubliceerd in 1909 door Crosby.